# Syncesia
Syncesia is een geslacht van schimmels in de familie Roccellaceae. De typesoort is Syncesia albida.

## Soorten
Volgens Index Fungorum bevat het geslacht 23 soorten (peildatum januari 2021):
| Soortnaam                 | Auteur(s)                                       | Publicatiejaar |
| ------------------------- | ----------------------------------------------- | -------------- |
| Syncesia afromontana      | Ertz, Killmann, Sérus. & Eb. Fisch.             | 2010           |
| Syncesia albiseda         | (Nyl.) Tehler                                   | 1997           |
| Syncesia byssina          | (Vain.) Tehler                                  | 1997           |
| Syncesia byssolomoides    | M. Cáceres, A.A. Menezes & Aptroot              | 2013           |
| Syncesia decussans        | (Nyl.) Tehler                                   | 1997           |
| Syncesia depressa         | (Fée) Tehler                                    | 1997           |
| Syncesia farinacea        | (Fée) Tehler                                    | 1997           |
| Syncesia flavescens       | (Nyl.) Tehler                                   | 1997           |
| Syncesia glyphysoides     | (Fée) Tehler                                    | 1997           |
| Syncesia graphica         | (Fr.) Tehler                                    | 1997           |
| Syncesia hawaiiensis      | (Zahlbr.) Tehler                                | 1997           |
| Syncesia indica           | S. Joshi & Upreti                               | 2011           |
| Syncesia intercedens      | (Müll. Arg.) Tehler                             | 1997           |
| Syncesia leprobola        | Nyl. ex Tehler                                  | 1997           |
| Syncesia madagascariensis | Ertz, Killmann, Razafindr., Sérus. & Eb. Fisch. | 2010           |
| Syncesia mascarena        | van den Boom, Ertz, M. Brand & Sérus.           | 2011           |
| Syncesia mollis           | (Müll. Arg.) Tehler                             | 1997           |
| Syncesia myrticola        | (Fée) Tehler                                    | 1997           |
| Syncesia palmensis        | (Vain.) Ertz & Tehler                           | 2014           |
| Syncesia psaroleuca       | (Nyl.) Tehler                                   | 1997           |
| Syncesia rhizomorpha      | Tehler                                          | 1997           |
| Syncesia subintegra       | Sipman                                          | 2009           |
| Syncesia sulphurea        | (Vain.) Tehler                                  | 1997           |